# Etapa Departamental de Tacna 2015
La Etapa Departamental de Tacna 2015 o Liga Departamental de Tacna 2015 será la edición número 50 de la competición futbolística Tacneña. 
El torneo otorga al cuadro campeón y subcampeón cupos para Copa Perú en su Etapa Nacional - Primera Fase.

## Participantes
Los participantes son el campeón y subcampeón de las cuatro Provincias de Tacna.
| Provincia     | Club                 | Condición             | Estadio                |
| ------------- | -------------------- | --------------------- | ---------------------- |
| Candarave     | San Pedro            | Campeón Provincial    | Municipal de Candarave |
| Candarave     | Sport Nevados        | Subcampeón Provincial | Municipal de Cairani   |
| Jorge Basadre | Sport Junior         | Campeón Provincial    | Municipal de Mirave    |
| Jorge Basadre | Municipal de Locumba | Subcampeón Provincial |                        |
| Tacna         | Coronel Bolognesi    | Campeón Provincial    | Jorge Basadre          |
| Tacna         | Mariscal Miller      | Subcampeón Provincial | Jorge Basadre          |
| Tarata        | Tigres de Ticaco     | Campeón Provincial    | CD Huajalave de Tarata |
| Tarata        | Águilas Melgar       | Subcampeón Provincial | Municipal de Tarata    |

## Primera Fase
Dos grupos de cuatro (04) equipos cada uno, se juega dos ruedas (ida y vuelta) clasificando los dos primeros de cada grupo.

### Grupo A
| Grupo | Club              | Provincia     | Condición             |
| ----- | ----------------- | ------------- | --------------------- |
| A     | Sport Nevados     | Candarave     | Subcampeón Provincial |
| A     | Águilas Melgar    | Tarata        | Subcampeón Provincial |
| A     | Coronel Bolognesi | Tacna         | Campeón Provincial    |
| A     | Sport Junior      | Jorge Basadre | Campeón Provincial    |

| Equipo             | PJ | PG | PE | PP | GF | GC | DG  | Pts |
| ------------------ | -- | -- | -- | -- | -- | -- | --- | --- |
| Coronel Bolognesi  | 6  | 6  | 0  | 0  | 20 | 4  | +16 | 18  |
| Sport Junior (**)  | 6  | 2  | 1  | 3  | 9  | 10 | -1  | 7   |
| Sport Nevados (**) | 6  | 2  | 1  | 3  | 8  | 15 | -7  | 7   |
| Águilas Melgar (*) | 6  | 1  | 0  | 5  | 4  | 12 | -8  | 0   |

| Grupo A           | Grupo A       | Grupo A           | Grupo A                       | Grupo A       | Grupo A       | Grupo A       | Grupo A       | Grupo A       | Grupo A       | Grupo A       | Grupo A       |               |               |               |               |               |               |               |               |               |               |               |               |               |               |               |               |               |               |               |               |               |               |               |               |               |               |               |               |
| Local             | Resultado     | Visitante         | Estadio                       | Fecha         | Hora          |               |               |               |               |               |               |               |               |               |               |               |               |               |               |               |               |               |               |               |               |               |               |               |               |               |               |               |               |               |               |               |               |               |               |
| Primera Fecha     | Primera Fecha | Primera Fecha     | Primera Fecha                 | Primera Fecha | Primera Fecha | Primera Fecha | Primera Fecha | Primera Fecha | Primera Fecha | Primera Fecha | Primera Fecha | Primera Fecha | Primera Fecha | Primera Fecha | Primera Fecha | Primera Fecha | Primera Fecha | Primera Fecha | Primera Fecha | Primera Fecha | Primera Fecha | Primera Fecha | Primera Fecha | Primera Fecha | Primera Fecha | Primera Fecha | Primera Fecha | Primera Fecha | Primera Fecha | Primera Fecha | Primera Fecha | Primera Fecha | Primera Fecha | Primera Fecha | Primera Fecha | Primera Fecha | Primera Fecha | Primera Fecha | Primera Fecha |
| ----------------- | ------------- | ----------------- | ----------------------------- | ------------- | ------------- | ------------- | ------------- | ------------- | ------------- | ------------- | ------------- | ------------- | ------------- | ------------- | ------------- | ------------- | ------------- | ------------- | ------------- | ------------- | ------------- | ------------- | ------------- | ------------- | ------------- | ------------- | ------------- | ------------- | ------------- | ------------- | ------------- | ------------- | ------------- | ------------- | ------------- | ------------- | ------------- | ------------- | ------------- |
| Coronel Bolognesi | 2 - 0         | Sport Junior      | Héroes del Alto de la Alianza | 18 de julio   | 15:00         |               |               |               |               |               |               |               |               |               |               |               |               |               |               |               |               |               |               |               |               |               |               |               |               |               |               |               |               |               |               |               |               |               |               |
| Sport Nevados     | 1 - 0         | Águilas Melgar    | Municipal de Cairani          | 19 de julio   | 14:00         |               |               |               |               |               |               |               |               |               |               |               |               |               |               |               |               |               |               |               |               |               |               |               |               |               |               |               |               |               |               |               |               |               |               |
| Segunda Fecha     |               |                   |                               |               |               |               |               |               |               |               |               |               |               |               |               |               |               |               |               |               |               |               |               |               |               |               |               |               |               |               |               |               |               |               |               |               |               |               |               |
| Coronel Bolognesi | 4 - 2         | Águilas Melgar    | Jorge Basadre                 | 25 de julio   | 15:00         |               |               |               |               |               |               |               |               |               |               |               |               |               |               |               |               |               |               |               |               |               |               |               |               |               |               |               |               |               |               |               |               |               |               |
| Sport Junior      | 2 - 0         | Sport Nevados     | Municipal de Mirave           | 26 de julio   | 14:00         |               |               |               |               |               |               |               |               |               |               |               |               |               |               |               |               |               |               |               |               |               |               |               |               |               |               |               |               |               |               |               |               |               |               |
| Tercera Fecha     |               |                   |                               |               |               |               |               |               |               |               |               |               |               |               |               |               |               |               |               |               |               |               |               |               |               |               |               |               |               |               |               |               |               |               |               |               |               |               |               |
| Sport Nevados     | 1 - 2         | Coronel Bolognesi | Municipal de Cairani          | 29 de julio   | 14:00         |               |               |               |               |               |               |               |               |               |               |               |               |               |               |               |               |               |               |               |               |               |               |               |               |               |               |               |               |               |               |               |               |               |               |
| Águilas Melgar    | 1 - 0         | Sport Junior      | Municipal de Tarata           | 29 de julio   | 14:00         |               |               |               |               |               |               |               |               |               |               |               |               |               |               |               |               |               |               |               |               |               |               |               |               |               |               |               |               |               |               |               |               |               |               |
| Cuarta Fecha      |               |                   |                               |               |               |               |               |               |               |               |               |               |               |               |               |               |               |               |               |               |               |               |               |               |               |               |               |               |               |               |               |               |               |               |               |               |               |               |               |
| Coronel Bolognesi | 8 - 0         | Sport Nevados     | Jorge Basadre                 | 1 de agosto   | 15:00         |               |               |               |               |               |               |               |               |               |               |               |               |               |               |               |               |               |               |               |               |               |               |               |               |               |               |               |               |               |               |               |               |               |               |
| Sport Junior      | 3 - 1         | Águilas Melgar    | Municipal de Mirave           | 2 de agosto   | 14:00         |               |               |               |               |               |               |               |               |               |               |               |               |               |               |               |               |               |               |               |               |               |               |               |               |               |               |               |               |               |               |               |               |               |               |
| Quinta Fecha      |               |                   |                               |               |               |               |               |               |               |               |               |               |               |               |               |               |               |               |               |               |               |               |               |               |               |               |               |               |               |               |               |               |               |               |               |               |               |               |               |
| Águilas Melgar    | 0 - 1         | Coronel Bolognesi | CD Huajalave de Tarata        | 9 de agosto   | 14:00         |               |               |               |               |               |               |               |               |               |               |               |               |               |               |               |               |               |               |               |               |               |               |               |               |               |               |               |               |               |               |               |               |               |               |
| Sport Nevados     | 3 - 3         | Sport Junior      | Municipal de Cairani          | 9 de agosto   | 14:00         |               |               |               |               |               |               |               |               |               |               |               |               |               |               |               |               |               |               |               |               |               |               |               |               |               |               |               |               |               |               |               |               |               |               |
| Sexta Fecha       |               |                   |                               |               |               |               |               |               |               |               |               |               |               |               |               |               |               |               |               |               |               |               |               |               |               |               |               |               |               |               |               |               |               |               |               |               |               |               |               |
| Sport Junior      | 1 - 3         | Coronel Bolognesi | Municipal de Mirave           | 16 de agosto  | 14:00         |               |               |               |               |               |               |               |               |               |               |               |               |               |               |               |               |               |               |               |               |               |               |               |               |               |               |               |               |               |               |               |               |               |               |
| Águilas Melgar    | 0 - 3 (W.O.)  | Sport Nevados     | CD de Huajalave de Tarata     | 16 de agosto  | 12:30         |               |               |               |               |               |               |               |               |               |               |               |               |               |               |               |               |               |               |               |               |               |               |               |               |               |               |               |               |               |               |               |               |               |               |

(*) Águilas Melgar no se presentó ante Sport Nevados, pierde por 3-0 en mesa y se le resta tres puntos. 

(**) Sport Junior ( J. Basadre) y Sport Nevados (Candarave) van a un partido extra al igualar en puntaje.
Partido Extra 
| Sport Junior | 4 - 2 | Sport Nevados | Héroes del Alto de la Alianza | 19 de agosto | 14:30 |

### Grupo B
| Grupo | Club                 | Provincia     | Condición             |
| ----- | -------------------- | ------------- | --------------------- |
| B     | Mariscal Miller      | Tacna         | Subcampeón Provincial |
| B     | Municipal de Locumba | Jorge Basadre | Subcampeón Provincial |
| B     | San Pedro            | Candarave     | Campeón Provincial    |
| B     | Tigres de Ticaco     | Tarata        | Campeón Provincial    |

| Equipo                               | PJ | PG | PE | PP | GF | GC | DG  | Pts |
| ------------------------------------ | -- | -- | -- | -- | -- | -- | --- | --- |
| Mariscal Miller                      | 6  | 6  | 0  | 0  | 28 | 0  | +28 | 18  |
| San Pedro                            | 6  | 3  | 1  | 2  | 11 | 12 | -1  | 10  |
| Tigres de Ticaco                     | 6  | 2  | 1  | 3  | 8  | 17 | -11 | 7   |
| Municipal de Locumba (**) (Retirado) | 6  | 0  | 0  | 6  | 0  | 18 | -18 | -18 |

| Grupo B              | Grupo B       | Grupo B              | Grupo B                       | Grupo B       | Grupo B       | Grupo B       | Grupo B       | Grupo B       | Grupo B       | Grupo B       | Grupo B       |               |               |               |               |               |               |               |               |               |               |               |               |               |               |               |               |               |               |               |               |               |               |               |               |               |               |               |               |
| Local                | Resultado     | Visitante            | Estadio                       | Fecha         | Hora          |               |               |               |               |               |               |               |               |               |               |               |               |               |               |               |               |               |               |               |               |               |               |               |               |               |               |               |               |               |               |               |               |               |               |
| Primera Fecha        | Primera Fecha | Primera Fecha        | Primera Fecha                 | Primera Fecha | Primera Fecha | Primera Fecha | Primera Fecha | Primera Fecha | Primera Fecha | Primera Fecha | Primera Fecha | Primera Fecha | Primera Fecha | Primera Fecha | Primera Fecha | Primera Fecha | Primera Fecha | Primera Fecha | Primera Fecha | Primera Fecha | Primera Fecha | Primera Fecha | Primera Fecha | Primera Fecha | Primera Fecha | Primera Fecha | Primera Fecha | Primera Fecha | Primera Fecha | Primera Fecha | Primera Fecha | Primera Fecha | Primera Fecha | Primera Fecha | Primera Fecha | Primera Fecha | Primera Fecha | Primera Fecha | Primera Fecha |
| -------------------- | ------------- | -------------------- | ----------------------------- | ------------- | ------------- | ------------- | ------------- | ------------- | ------------- | ------------- | ------------- | ------------- | ------------- | ------------- | ------------- | ------------- | ------------- | ------------- | ------------- | ------------- | ------------- | ------------- | ------------- | ------------- | ------------- | ------------- | ------------- | ------------- | ------------- | ------------- | ------------- | ------------- | ------------- | ------------- | ------------- | ------------- | ------------- | ------------- | ------------- |
| San Pedro            | 0 - 4 (*)     | Tigres de Ticaco     | Héroes del Alto de la Alianza | 19 de julio   | 14:00         |               |               |               |               |               |               |               |               |               |               |               |               |               |               |               |               |               |               |               |               |               |               |               |               |               |               |               |               |               |               |               |               |               |               |
| Mariscal Miller      | 3 - 0 W.O.    | Municipal de Locumba | Municipal de Cairani          | 19 de julio   | 14:00         |               |               |               |               |               |               |               |               |               |               |               |               |               |               |               |               |               |               |               |               |               |               |               |               |               |               |               |               |               |               |               |               |               |               |
| Segunda Fecha        |               |                      |                               |               |               |               |               |               |               |               |               |               |               |               |               |               |               |               |               |               |               |               |               |               |               |               |               |               |               |               |               |               |               |               |               |               |               |               |               |
| Tigres de Ticaco     | 0 - 2         | Mariscal Miller      | CD de Huajalave               | 26 de julio   | 14:00         |               |               |               |               |               |               |               |               |               |               |               |               |               |               |               |               |               |               |               |               |               |               |               |               |               |               |               |               |               |               |               |               |               |               |
| Municipal de Locumba | 0 - 3 (**)    | San Pedro            |                               |               |               |               |               |               |               |               |               |               |               |               |               |               |               |               |               |               |               |               |               |               |               |               |               |               |               |               |               |               |               |               |               |               |               |               |               |
| Tercera Fecha        |               |                      |                               |               |               |               |               |               |               |               |               |               |               |               |               |               |               |               |               |               |               |               |               |               |               |               |               |               |               |               |               |               |               |               |               |               |               |               |               |
| Mariscal Miller      | 7 - 0         | San Pedro            | Jorge Basadre                 | 29 de julio   | 15:00         |               |               |               |               |               |               |               |               |               |               |               |               |               |               |               |               |               |               |               |               |               |               |               |               |               |               |               |               |               |               |               |               |               |               |
| Municipal de Locumba | 0 - 3 (**)    | Tigres de Ticaco     |                               |               |               |               |               |               |               |               |               |               |               |               |               |               |               |               |               |               |               |               |               |               |               |               |               |               |               |               |               |               |               |               |               |               |               |               |               |
| Cuarta Fecha         |               |                      |                               |               |               |               |               |               |               |               |               |               |               |               |               |               |               |               |               |               |               |               |               |               |               |               |               |               |               |               |               |               |               |               |               |               |               |               |               |
| San Pedro            | 0 - 3         | Mariscal Miller      | Municipal de Candarave        | 2 de agosto   | 14:00         |               |               |               |               |               |               |               |               |               |               |               |               |               |               |               |               |               |               |               |               |               |               |               |               |               |               |               |               |               |               |               |               |               |               |
| Tigres de Ticaco     | 3 - 0 (**)    | Municipal de Locumba |                               |               |               |               |               |               |               |               |               |               |               |               |               |               |               |               |               |               |               |               |               |               |               |               |               |               |               |               |               |               |               |               |               |               |               |               |               |
| Quinta Fecha         |               |                      |                               |               |               |               |               |               |               |               |               |               |               |               |               |               |               |               |               |               |               |               |               |               |               |               |               |               |               |               |               |               |               |               |               |               |               |               |               |
| Mariscal Miller      | 10 - 0        | Tigres de Ticaco     | Jorge Basadre                 | 8 de agosto   | 15:00         |               |               |               |               |               |               |               |               |               |               |               |               |               |               |               |               |               |               |               |               |               |               |               |               |               |               |               |               |               |               |               |               |               |               |
| San Pedro            | 3 - 0 (**)    | Municipal de Locumba |                               |               |               |               |               |               |               |               |               |               |               |               |               |               |               |               |               |               |               |               |               |               |               |               |               |               |               |               |               |               |               |               |               |               |               |               |               |
| Sexta Fecha          |               |                      |                               |               |               |               |               |               |               |               |               |               |               |               |               |               |               |               |               |               |               |               |               |               |               |               |               |               |               |               |               |               |               |               |               |               |               |               |               |
| Tigres de Ticaco     | 2 - 2         | San Pedro            | CD Huajalave de Tarata        | 16 de agosto  | 14:30         |               |               |               |               |               |               |               |               |               |               |               |               |               |               |               |               |               |               |               |               |               |               |               |               |               |               |               |               |               |               |               |               |               |               |
| Municipal de Locumba | 0 - 3 (**)    | Mariscal Miller      |                               |               |               |               |               |               |               |               |               |               |               |               |               |               |               |               |               |               |               |               |               |               |               |               |               |               |               |               |               |               |               |               |               |               |               |               |               |

(*) Tigres de Ticaco cometió una infracción al reglamento por tanto gana San Pedro de Candarave.
(**) Municipal de Locumba fue retirado del torneo perdiendo sus respectivos encuentros por walk over.

## Liguilla Final
Se juega una Liguilla Final juegan todos contra todos a una sola rueda y clasifican a Etapa Nacional-Primera Fase los dos mejores (Campeón y subcampeón).

### Clasificados
Los primeros y segundos de cada grupo.
| Provincia     | Club              | Grupo | Puesto |
| ------------- | ----------------- | ----- | ------ |
| Tacna         | Coronel Bolognesi | A     | I      |
| Jorge Basadre | Sport Junior      | A     | II     |
| Tacna         | Mariscal Miller   | B     | I      |
| Candarave     | San Pedro         | B     | II     |

### Liguilla Final
| Equipo                    | PJ | PG | PE | PP | GF | GC | DG  | Pts |
| ------------------------- | -- | -- | -- | -- | -- | -- | --- | --- |
| Coronel Bolognesi (C) (+) | 3  | 3  | 0  | 0  | 17 | 1  | +16 | 9   |
| Sport Junior (+)          | 3  | 2  | 0  | 1  | 7  | 11 | -4  | 6   |
| Mariscal Miller           | 3  | 1  | 0  | 2  | 6  | 7  | -1  | 3   |
| San Pedro                 | 3  | 0  | 0  | 3  | 3  | 14 | -11 | 0   |

(+) Clasifica a Etapa Nacional-Primera Fase
| Liguilla Final    | Liguilla Final | Liguilla Final    | Liguilla Final | Liguilla Final  | Liguilla Final | Liguilla Final | Liguilla Final | Liguilla Final | Liguilla Final | Liguilla Final | Liguilla Final |               |               |               |               |               |               |               |               |               |               |               |               |               |               |               |               |               |               |               |               |               |               |               |               |               |               |               |               |
| Equipo            | Resultado      | Equipo            | Estadio        | Fecha           | Hora           |                |                |                |                |                |                |               |               |               |               |               |               |               |               |               |               |               |               |               |               |               |               |               |               |               |               |               |               |               |               |               |               |               |               |
| Primera Fecha     | Primera Fecha  | Primera Fecha     | Primera Fecha  | Primera Fecha   | Primera Fecha  | Primera Fecha  | Primera Fecha  | Primera Fecha  | Primera Fecha  | Primera Fecha  | Primera Fecha  | Primera Fecha | Primera Fecha | Primera Fecha | Primera Fecha | Primera Fecha | Primera Fecha | Primera Fecha | Primera Fecha | Primera Fecha | Primera Fecha | Primera Fecha | Primera Fecha | Primera Fecha | Primera Fecha | Primera Fecha | Primera Fecha | Primera Fecha | Primera Fecha | Primera Fecha | Primera Fecha | Primera Fecha | Primera Fecha | Primera Fecha | Primera Fecha | Primera Fecha | Primera Fecha | Primera Fecha | Primera Fecha |
| ----------------- | -------------- | ----------------- | -------------- | --------------- | -------------- | -------------- | -------------- | -------------- | -------------- | -------------- | -------------- | ------------- | ------------- | ------------- | ------------- | ------------- | ------------- | ------------- | ------------- | ------------- | ------------- | ------------- | ------------- | ------------- | ------------- | ------------- | ------------- | ------------- | ------------- | ------------- | ------------- | ------------- | ------------- | ------------- | ------------- | ------------- | ------------- | ------------- | ------------- |
| San Pedro         | 0 - 7          | Coronel Bolognesi | Jorge Basadre  | 23 de agosto    | 13:00          |                |                |                |                |                |                |               |               |               |               |               |               |               |               |               |               |               |               |               |               |               |               |               |               |               |               |               |               |               |               |               |               |               |               |
| Mariscal Miller   | 2 - 3          | Sport Junior      | Jorge Basadre  | 23 de agosto    | 15:00          |                |                |                |                |                |                |               |               |               |               |               |               |               |               |               |               |               |               |               |               |               |               |               |               |               |               |               |               |               |               |               |               |               |               |
| Segunda Fecha     |                |                   |                |                 |                |                |                |                |                |                |                |               |               |               |               |               |               |               |               |               |               |               |               |               |               |               |               |               |               |               |               |               |               |               |               |               |               |               |               |
| Coronel Bolognesi | 6 - 0          | Sport Junior      | Jorge Basadre  | 29 de agosto    | 15:00          |                |                |                |                |                |                |               |               |               |               |               |               |               |               |               |               |               |               |               |               |               |               |               |               |               |               |               |               |               |               |               |               |               |               |
| Mariscal Miller   | 3 - 0          | San Pedro         | Jorge Basadre  | 29 de agosto    | 13:00          |                |                |                |                |                |                |               |               |               |               |               |               |               |               |               |               |               |               |               |               |               |               |               |               |               |               |               |               |               |               |               |               |               |               |
| Tercera Fecha     |                |                   |                |                 |                |                |                |                |                |                |                |               |               |               |               |               |               |               |               |               |               |               |               |               |               |               |               |               |               |               |               |               |               |               |               |               |               |               |               |
| Sport Junior      | 4 - 3          | San Pedro         | Joel Gutiérrez | 5 de septiembre | 13:00          |                |                |                |                |                |                |               |               |               |               |               |               |               |               |               |               |               |               |               |               |               |               |               |               |               |               |               |               |               |               |               |               |               |               |
| Coronel Bolognesi | 4 - 1          | Mariscal Miller   | Joel Gutiérrez | 5 de septiembre | 15:00          |                |                |                |                |                |                |               |               |               |               |               |               |               |               |               |               |               |               |               |               |               |               |               |               |               |               |               |               |               |               |               |               |               |               |

|                              |
| Campeón                      |
| Coronel Bolognesi 18º título |

## Goleadores (Liguilla Final)
| Jugador                  | Equipo            | Goles anotados |
| ------------------------ | ----------------- | -------------- |
| Kevin Laura              | Coronel Bolognesi | 7              |
| Guillermo "Gato" Velasco | Sport Junior      | 4              |
| Jorge Rodríguez Pisco    | Mariscal Miller   | 3              |
| Jim Díaz                 | Coronel Bolognesi | 2              |
| David Elías              | San Pedro         | 2              |
| Jeanpierre Cárdenas      | Mariscal Miller   | 2              |
| José Ortiz               | Coronel Bolognesi | 2              |
| Héctor Santos            | Coronel Bolognesi | 1              |
| Jean Carlo Franco        | Coronel Bolognesi | 1              |
| Carlos Velarde           | Mariscal Miller   | 1              |
| Martín Oviedo            | Sport Junior      | 1              |
| Ronaldo Condori          | Sport Junior      | 1              |
| Wilson Herrera           | Sport Junior      | 1              |
| Discórides Gonzales      | Coronel Bolognesi | 1              |
| Jorge Zambrano           | Coronel Bolognesi | 1              |
| Fernando Castro          | Coronel Bolognesi | 1              |
| Mario Montanchez         | San Pedro         | 1              |
| Josimar Ríos             | Coronel Bolognesi | 1              |